# Cleopus pulchellus
Cleopus pulchellus é uma espécie de insetos coleópteros polífagos pertencente à família Curculionidae.
A autoridade científica da espécie é Herbst, tendo sido descrita no ano de 1795.
Trata-se de uma espécie presente no território português.